# Чорна пантера (фільм, 2018)
«Чо́рна Панте́ра» (англ. Black Panther) — американський супергеройський фільм  на основі однойменних коміксів видавництва Marvel Comics, виробництва Marvel Studios і дистрибуції Walt Disney Studios Motion Picture. Це вісімнадцята стрічка кінематографічного всесвіту Marvel. Режисером виступив Раян Куглер, сценаристами стали Джо Роберт Коул і сам Куглер. У головних ролях — Чедвік Боузман, Майкл Б. Джордан, Люпіта Ніонго, Данай Гуріра, Мартін Фріман, Деніел Калуя, Анджела Бассетт, Форест Вітакер та Енді Серкіс. У фільмі Т'Чалла повертається додому в ізольовану країну Ваканду, але коли на горизонті з'являється старий ворог,  здатність Т'Чалли королювати проходить через випробування.
Прем'єра стрічки в Україні відбулась 15 лютого 2018 року у форматі 3D та IMAX 3D.

## Сюжет
Давним-давно п'ять африканських племен воювали за метеорит, що містить метал вібраній. Один з воїнів, послідовник богині-пантери, проковтнув «серцеподібну траву», яка була вражена металом, і отримав надлюдські здібності. Він став першою «Чорною Пантерою» і об'єднав воюючі племена, окрім племені Джабарі, і сформував народ Ваканди. Згодом вакандійці навчилися використовувати вібраній для розробки передових технологій і ізолювали себе від світу, видаючи себе за малорозвинену країну.
У 1992 році король Ваканди — Т'Чака, вирушив до Окленда, щоб відвідати свого брата, Н'Джобу. Незадовго до цього, торговець зброєю на чорному ринку Улісс Кло проник у Ваканду і викрав вібраній. Т'Чака звинувачує Н'Джобу у допомозі Кло. Друг Н'Джобу, який працював під прикриттям на короля, підтверджує підозри Т'Чаки.
У наші дні, після смерті Т'Чаки від рук Гельмута Земо, син короля Т'Чалла повертається в Ваканду, щоб зайняти його трон. Він і керівниця Дори Мілаж (загін охоронців короля) — Окая, запрошують колишню коханку Т'Чалли — Накію, бути присутньою на його коронації, разом з його матір'ю і молодшою сестрою Шурі. На церемонії лідер племені Джабарі — М'Баку кидає виклик Т'Чаллі, пропонуючи бій за трон Ваканди. Т'Чалла перемагає М'Баку і переконує його здатися, а не померти.
У цей час, Кло і його підручний — Ерік Стівенс крадуть вакандійський артефакт з музею. Т'Чалла дізнається, що Кло планує продати цей артефакт в підземному казино в Пусані, що в Південній Кореї. В'Кабі, коханець Окаї, просить Т'Чаллу вбити Кло. Т'Чалла, Окая і Накія вирушають в казино, де Т'Чалла дізнається, що передбачуваний покупець — агент ЦРУ Еверетт Росс. Все закінчується перестрілкою, Кло тікає, а Окая, Накія і Росс переслідують його. За допомогою Шурі, Т'Чалла ловить Кло.
Росс допитує Кло, намагаючись дізнатися, як він роздобув свій протез лівої руки з вбудованою високотехнологічною зброєю. Той натомість розповідає, що міжнародний імідж Ваканди є лише прикриттям для технологічно розвинутої цивілізації. Ерік Стівенс влаштовує штурм штабу ЦРУ і витягує звідти Кло. Еверетт Росс отримує важке поранення, закривши Накію собою від кулі. Т'Чалла, замість того, щоб переслідувати Кло, вирішує відвезти Росса в Ваканду, де їх технології зможуть врятувати його.
Поки Шурі лікує Росса, Т'Чалла просить розповісти Зурі про те, що трапилося з Н'Джобу. Зурі пояснює, що він і був другом Н'Джобу, та пояснює, що той планував поділитися технологіями Ваканди з людьми африканського походження по всьому світу, щоб допомогти їм перемогти своїх гнобителів. Н'Джобу дізнавшись, що Зурі — зрадник, націлився на нього пістолетом, проте Т'Чака встиг захистити Зурі, убивши свого брата. Вони залишили його сина Еріка Стівенса — сиротою, бо повернення з ним у Ваканду ускладнило б ситуацію (вони брехали, що Н'Джобу зник). Ерік закінчив навчання у військовій академії та пішов служити до війська спеціального призначення, де отримав прізвисько «Рука Смерті».
Ерік «Рука Смерті» Стівенс, вбиває Кло, а потім везе його тіло в Ваканду. Він постає перед старійшинами племен, розкриває свою особистість і претендує на престол. Він кидає виклик Т'Чаллі на ритуальний бій. Під час бою, Ерік ледь не вбиває короля, проте втручається Зурі, який одразу ж гине від руки Еріка. Кіллмонгер перемагає Т'Чаллу і кидає його з водоспаду вниз. Ерік, ставши королем, одразу ж наказує спалити усю серцеподібну траву, проте Накії вдається врятувати одну та взяти з собою. Кіллмонгер, готується почати постачання вакандійської зброї по всьому світу. Водночас: Накія, Шурі, матір Т'Чалли та Росс йдуть до племені Джабарі за допомогою, де вони знаходять Т'Чаллу, лежачого без свідомості, врятованого Джабарі у відповідь за те що Т'Чалла не вбив М'Баку, під час ритуального поєдинку. Зцілений серцеподібною травою, яку врятувала Накія, Т'Чалла просить допомоги у М'Баку, але той відмовляється.
Т'Чалла повертається у Ваканду, щоб дати бій Еріку, який наказує армії атакувати Т'Чаллу. Дора Мілаж разом з Шурі та Накією борються з Рукою Смерті, одягненим у костюм Чорної Пантери, який він взяв зі сховища Шурі. Шурі просить Росса, в минулому військового льотчика, дистанційно пілотувати бойовий літальний апарат, щоб збити літаки, що перевозять зброю. Раптово з'являються М'Баку і його плем'я, щоб допомогти Т'Чаллі. Після бою з Окаєю, її коханець В'Кабі і його армія, що бились за Еріка, відступають. Бійка двох Чорних Пантер переноситься у шахту з вібранієм, де Т'Чалла руйнує костюм Руки Смерті та смертельно ранить його. Ерік відмовляється від пропозиції бути зціленим і сісти у в'язницю, вважаючи що краще замість цього померти вільною людиною.
Проходить деякий час, Т'Чалла приїжджає в Окленд, де планує створення інформаційного центру під керівництвом Накії та Шурі, в будівлі, де помер Н'Джобу.

### Сцени після титрів
Т'Чалла планує створення інформаційного центру в будівлі, де помер Н'Джобу, під керівництвом Накії й Шурі. У першій сцені після титрів Т'Чалла з'являється перед ООН, щоб показати справжню Ваканду. У другій сцені після титрів Шурі продовжує лікування Бакі Барнса.

## У ролях
| Актор             | Роль                                        |
| ----------------- | ------------------------------------------- |
| Чедвік Боузман    | Т'Чалла / Чорна Пантера                     |
| Майкл Б. Джордан  | Н'Джадака / Ерік Кіллмонґер / Чорна Пантера |
| Джон Кані         | Т'Чака / Чорна Пантера                      |
| Люпіта Ніонго     | Накія                                       |
| Данай Гуріра      | Окоє                                        |
| Мартін Фріман     | Еверетт Росс                                |
| Летиція Райт      | Шурі                                        |
| Денієл Калуя      | В'Кабі                                      |
| Вінстон Дюк       | М'Баку                                      |
| Стерлінг К. Браун | Н'Йобу                                      |
| Анджела Бассетт   | Рамонда                                     |
| Форест Вітакер    | Зурі                                        |
| Флоренс Касумба   | Айо                                         |
| Енді Серкіс       | Улісс Кло                                   |

Крім того Ештон Тайлер та Сет Кар виконали ролі Т'Чалли та Н'Джадаки у дитинстві, а Ісаак де Банколе зіграв одно з старійшин Ваканди. Стен Лі з'являється з камео в південнокорейському казино, а Себастіан Стен з'являється в сцені після титрів, повторюючи свою роль Бакі Барнса, якого тепер називають Білим Вовком.

## Нагороди та номінації
| Список нагород та номінацій фільму «Чорна Пантера» (Список не є вичерпним) | Список нагород та номінацій фільму «Чорна Пантера» (Список не є вичерпним) | Список нагород та номінацій фільму «Чорна Пантера» (Список не є вичерпним) | Список нагород та номінацій фільму «Чорна Пантера» (Список не є вичерпним) | Список нагород та номінацій фільму «Чорна Пантера» (Список не є вичерпним) | Список нагород та номінацій фільму «Чорна Пантера» (Список не є вичерпним) |
| Рік                                                                        | Нагорода                                                                   | Категорія                                                                  | Номінант                                                                   | Результат                                                                  | Прим.                                                                      |
| -------------------------------------------------------------------------- | -------------------------------------------------------------------------- | -------------------------------------------------------------------------- | -------------------------------------------------------------------------- | -------------------------------------------------------------------------- | -------------------------------------------------------------------------- |
| 2019                                                                       | Премія «Оскар»                                                             | Найкращий фільм року                                                       | Чорна Пантера                                                              | Номінація                                                                  | [ 7 ]                                                                      |
| 2019                                                                       | Премія «Оскар»                                                             | Найкраща музика                                                            | Людвіг Йоранссон                                                           | Перемога                                                                   | [ 7 ]                                                                      |
| 2019                                                                       | Премія «Оскар»                                                             | Найкраща пісня                                                             | «Shallow»                                                                  | Номінація                                                                  | [ 7 ]                                                                      |
| 2019                                                                       | Премія «Оскар»                                                             | Найкращий звук                                                             | Пол Мессі, Тім Каваґін та Джон Казалі                                      | Номінація                                                                  | [ 7 ]                                                                      |
| 2019                                                                       | Премія «Оскар»                                                             | Найкраща робота художника-постановника                                     | Ханна Бічлер (постановник), Джей Гарт (декоратор)                          | Перемога                                                                   | [ 7 ]                                                                      |
| 2019                                                                       | Премія «Оскар»                                                             | Найкращий дизайн костюмів                                                  | Рут Е. Картер                                                              | Номінація                                                                  | [ 7 ]                                                                      |
| 2019                                                                       | Премія «Оскар»                                                             | Найкращий звуковий монтаж                                                  | Бенджамін А. Бертт та Стів Боддекер                                        | Перемога                                                                   | [ 7 ]                                                                      |